# Nama orizabensis
Nama orizabensis là loài thực vật có hoa trong họ Mồ hôi. Loài này được D.L. Nash mô tả khoa học đầu tiên năm 1979.